# Platycheirus scamboides
Platycheirus scamboides är en tvåvingeart som beskrevs av Charles Howard Curran 1927. Platycheirus scamboides ingår i släktet fotblomflugor, och familjen blomflugor. Inga underarter finns listade i Catalogue of Life.